# 시게하라역
시게하라역(일본어: 重原駅, しげはらえき)은 일본 아이치현 지류시에 소재하는 나고야 철도 미카와선의 역이다. 역 번호는 MU01이다. manaca가 사용 가능하다.

## 역 구조
상대식 승강장 2면 2선의 지상역이다. 역 집중 관리 시스템이 도입된 무인역으로 옆의 지류 역에서 원격 관리된다.
본 역에서 지류 역까지는 복선 구간이다. 그러나, 현행 운행표로 오해가 발생하는 것은 휴일 새벽의 3개뿐이다. 또한, 본 역에서 가리야 역까지는 단선이지만, 복선 부분의 용지에는 전 노선에 걸쳐 확보되어 있다(JR 도카이도 본선을 통과하는 교량도 가설됨).
1,2번 선과 단선 승강장에서 두 승강장과 휠체어가 빠져나갈 통로가 있는 2번 선에만 보행자용 계단이 설치되어 있다.

### 승강장
| 번호 | 노선        | 방향 | 행선                |
| ---- | ----------- | ---- | ------------------- |
| 1    | ■ 미카와 선 | 하행 | 지류 방면           |
| 2    | ■ 미카와 선 | 상행 | 가리야・헤키난 방면 |

## 역 주변
- 시게하라 성터
- 만후쿠지
- 국도 제419호선

## 역사
- 1923년 4월 6일: 미카와 철도의 역으로 영업 개시.
- 1941년 6월 1일: 미카와 철도가 나고야 철도와 합병되어 동사의 미카와 선의 역이 됨.
- 1976년 4월 11일: 지류 ~ 시게하라 구간의 복선화.
- 1979년 12월 11일: 무인화.
- 2005년 9월 14일: 역사 개축 및 트랜 패스 사용 개시에 따라 역 집중 관리 시스템 도입.
- 2011년 2월 11일: IC카드 승차권 "manaca" 공용 개시.
- 2012년 2월 29일: 트랜 패스 공용 종료.

## 인접역
| 나고야 철도 미카와선 | 나고야 철도 미카와선 | 나고야 철도 미카와선    |
| -------------------- | -------------------- | ----------------------- |
| NH19 지류 지류 방면  |                      | 가리야 MU02 헤키난 방면 |